# Herredömet Argos och Nauplia
Herredömet Argos och Nauplia var ett historiskt rike på Peloponnesos i nuvarande Grekland 1212-1388. Det var en av de latinsk-katolska korsfararstater som existerade i Grekland mellan det fjärde korståget som störtade det grekisk-ortodoxa Bysantinska riket 1204, och etableringen av det turkisk-muslimska Osmanska riket under 1400- och 1500-talen.